# Athens (Georgia)
Athens es una ciudad ubicada en el condado de Clarke, en el estado estadounidense de Georgia. Fue fundada en 1801 como emplazamiento de la Universidad de Georgia (que cuenta con 33.000 universitarios en 2004). Tiene 102.000 habitantes (2004) y cuenta con una superficie de 305,0 km².
Está situada a orillas del río Oconee, en una región algodonera. Fabrica géneros de algodón y lana, fertilizantes, muebles, neumáticos y conserva, y aún preserva elegantes mansiones sudistas de antes de la Guerra de Secesión.
Son originarios de la ciudad la actriz Kim Basinger y los grupos R.E.M. y The B-52's.

## Etnias
Su población está compuesta por diversas etnias: blancos (64.71%), negros (27.37%), hispanos de cualquier raza (6.39%), asiáticos (3.15%), personas de otras razas (3.11%), mestizos (1.41%), amerindios (0.21%) y oceánicos (0.04%).

## Ciudades hermanadas
Mantiene programas de desarrollo comercial, asociaciones culturales y educativas con Bucarest.

## Imagen de satélite
- WikiMapia: